# Copa Polla Gol 1983
La Copa Chile-Polla Gol 1983 fue la 13.ª versión del clásico torneo de copa entre clubes chilenos, conocido en forma genérica como Copa Chile. Participaron solo los equipos de la Primera División. Fue dirigido por la Asociación Central de Fútbol y se disputó como un campeonato de apertura al torneo nacional. El campeón de esta edición fue Universidad Católica, que derrotó a Palestino por 2-1 en la liguilla final, O'Higgins le sucedió en la tabla y fue subcampeón.
El campeón y el subcampeón, Universidad Católica y O'Higgins respectivamente, clasificaron a la Copa Libertadores 1984, mientras que el campeón del torneo nacional de 1983 y el ganador de la liguilla de esa temporada accedieron a la Copa Libertadores 1985.

## Primera fase
Pos = Posición; PJ = Partidos jugados; PG = Partidos ganados; PE = Partidos empatados; PP = Partidos perdidos; GF = Goles a favor; GC = Goles en contra; Dif = Diferencia de gol; Pts = Puntos 

### Grupo Norte
| Pos | Equipo               | PJ | PG | PE | PP | GF | GC | Dif | Pts |
| --- | -------------------- | -- | -- | -- | -- | -- | -- | --- | --- |
| 1   | Universidad Católica | 18 | 10 | 5  | 3  | 41 | 25 | +16 | 25  |
| 2   | Cobreloa             | 18 | 9  | 5  | 4  | 26 | 14 | +12 | 23  |
| 3   | Palestino            | 18 | 10 | 3  | 5  | 38 | 28 | +10 | 23  |
| 4   | Magallanes           | 18 | 9  | 3  | 6  | 28 | 23 | +5  | 21  |
| 5   | Deportes Arica       | 18 | 8  | 5  | 5  | 35 | 30 | +5  | 21  |
| 6   | Deportes Iquique     | 18 | 6  | 6  | 6  | 30 | 28 | +2  | 18  |
| 7   | Trasandino           | 18 | 6  | 5  | 7  | 27 | 31 | -4  | 17  |
| 8   | Regional Atacama     | 18 | 5  | 5  | 8  | 15 | 31 | -16 | 15  |
| 9   | Deportes Antofagasta | 18 | 4  | 4  | 10 | 23 | 30 | -7  | 12  |
| 10  | Unión San Felipe     | 18 | 1  | 3  | 14 | 17 | 40 | -23 | 5   |

- Magallanes y Arica igualaron en diferencia de goles (+5). La fuente no especifica como se definió la clasificación.

### Grupo Sur
| Pos | Equipo               | PJ | PG | PE | PP | GF | GC | Dif | Pts |
| --- | -------------------- | -- | -- | -- | -- | -- | -- | --- | --- |
| 1   | Rangers              | 18 | 8  | 9  | 1  | 35 | 20 | +15 | 25  |
| 2   | Colo-Colo            | 18 | 11 | 2  | 5  | 34 | 19 | +15 | 24  |
| 3   | O'Higgins            | 18 | 6  | 8  | 4  | 24 | 23 | +1  | 20  |
| 4   | Naval                | 18 | 5  | 8  | 5  | 22 | 19 | +3  | 18  |
| 5   | Universidad de Chile | 18 | 6  | 6  | 6  | 23 | 23 | 0   | 18  |
| 6   | Everton              | 18 | 5  | 8  | 5  | 23 | 23 | 0   | 18  |
| 7   | Santiago Wanderers   | 18 | 7  | 3  | 8  | 19 | 26 | -7  | 17  |
| 8   | Unión Española       | 18 | 3  | 9  | 6  | 21 | 27 | -6  | 15  |
| 9   | Fernández Vial       | 18 | 3  | 7  | 8  | 14 | 26 | -12 | 13  |
| 10  | Audax Italiano       | 18 | 4  | 4  | 10 | 23 | 32 | -9  | 12  |

## Segunda fase

### Grupo A
| Pos | Equipo               | PJ | PG | PE | PP | GF | GC | Dif | Pts |
| --- | -------------------- | -- | -- | -- | -- | -- | -- | --- | --- |
| 1   | Universidad Católica | 6  | 5  | 0  | 1  | 17 | 5  | +12 | 10  |
| 2   | Palestino            | 6  | 2  | 3  | 1  | 7  | 6  | +1  | 7   |
| 3   | Colo-Colo            | 6  | 2  | 2  | 2  | 8  | 5  | +3  | 6   |
| 4   | Magallanes           | 6  | 0  | 1  | 5  | 5  | 21 | -16 | 1   |

### Grupo B
| Pos | Equipo    | PJ | PG | PE | PP | GF | GC | Dif | Pts |
| --- | --------- | -- | -- | -- | -- | -- | -- | --- | --- |
| 1   | Cobreloa  | 6  | 3  | 3  | 0  | 15 | 4  | +11 | 9   |
| 2   | O'Higgins | 6  | 1  | 4  | 1  | 11 | 12 | -1  | 6   |
| 3   | Rangers   | 6  | 1  | 3  | 2  | 13 | 18 | -5  | 5   |
| 4   | Naval     | 6  | 1  | 2  | 3  | 9  | 14 | -5  | 4   |

## Liguilla final

### Clasificación final
| Pos | Equipo               | PJ | PG | PE | PP | GF | GC | Dif | Pts |
| --- | -------------------- | -- | -- | -- | -- | -- | -- | --- | --- |
| 1   | Universidad Católica | 3  | 3  | 0  | 0  | 6  | 2  | +4  | 9   |
| 2   | O'Higgins            | 3  | 2  | 0  | 1  | 4  | 3  | +1  | 6   |
| 3   | Palestino            | 3  | 1  | 0  | 2  | 6  | 4  | +2  | 3   |
| 4   | Cobreloa             | 3  | 0  | 0  | 3  | 2  | 9  | -7  | 0   |

- Producto del desfase de calendario los representantes a Copa Libertadores 1984 fueron Universidad Católica y O'Higgins.

Fecha 1
| 3 de julio de 1983 | Universidad Católica | 1:0 | O'Higgins | Estadio Nacional, Santiago |  |
|                    | Jorge Aravena        |     |           |                            |  |

| 3 de julio de 1983 | Palestino                                                                 | 4:0 | Cobreloa | Estadio Nacional, Santiago |  |
|                    | Camilo Benzi · Victor Hugo Castañeda · Leonardo Montenegro · Hector Román |     |          |                            |  |

Fecha 2
| 7 de julio de 1983                                     | Universidad Católica                                        | 3:1 | Cobreloa           | Estadio Santa Laura, Santiago                             |                                                           |
|                                                        | Jorge Aravena 12' · Jorge Aravena 35 ' · Jorge Aravena 47 ' |     | Hugo Tabilo (pen.) | Asistencia: 8.571 espectadores Árbitro(s): Sergio Vázquez | Asistencia: 8.571 espectadores Árbitro(s): Sergio Vázquez |
| * Jorge Aravena anotó los 3 goles mediante tiro libre. |                                                             |     |                    |                                                           |                                                           |

| 7 de julio de 1983 | Palestino             | 1:2 | O'Higgins                            | Estadio Santa Laura, Santiago  |                                |
|                    | Victor Hugo Castañeda |     | Edgardo Geoffroy · Bernardo Gallardo | Asistencia: 8.571 espectadores | Asistencia: 8.571 espectadores |

Fecha 3
| 10 de julio de 1983 | O'Higgins                              | 2:1 | Cobreloa       | Estadio Nacional, Santiago |  |
|                     | Edgardo Geoffroy · Washington Guajardo |     | Víctor Merello |                            |  |

| 10 de julio de 1983 | Universidad Católica                     | 2:1 | Palestino           | Estadio Nacional, Santiago                                    |                                                               |
|                     | Juan Ramón Isasi 56' · Jorge Aravena 86' |     | Edgardo Fuentes 82' | Asistencia: 12.663 espectadores Árbitro(s): Hernán Silva Arce | Asistencia: 12.663 espectadores Árbitro(s): Hernán Silva Arce |

### Último partido
|       | POR   | Miguel Ángel Leyes |     |
|       | DEF   | Rubén Espinoza     |     |
|       | DEF   | Óscar Lihn         |     |
|       | DEF   | René Valenzuela    |     |
|       | DEF   | Atilio Marchioni   |     |
|       | MED   | Daniel Silva       | 74' |
|       | MED   | Patricio Mardones  |     |
|       | MED   | Miguel Ángel Neira |     |
|       | DEL   | Juan Ramón Isasi   |     |
|       | DEL   | Osvaldo Hurtado    | 80' |
|       | DEL   | Jorge Aravena      |     |
| D. T. | D. T. | Ignacio Prieto     |     |

|       | POR   | Marco Antonio Cornez   |     |
|       | DEF   | Alex Castañeda         |     |
|       | DEF   | Edgardo Fuentes        |     |
|       | DEF   | Carlos Soto            |     |
|       | DEF   | Marco Opazo            |     |
|       | MED   | Wilson Miranda         |     |
|       | MED   | Aldo Vega              |     |
|       | MED   | Víctor Hugo Castañeda  | 46' |
|       | DEL   | Camilo Benzi           | 58' |
|       | DEL   | Jorge "Coke" Contreras |     |
|       | DEL   | Pedro Pinto            |     |
| D. T. | D. T. | Gustavo Cortés         |     |

|  | MED | Juvenal Olmos  | 74' |
|  | DEF | Juvenal Vargas | 80' |

|  | MED | Leonardo Montenegro | 46' |
|  | DEL | Hector Román        | 58' |

| 56' · 86' | Juan Ramón Isasi Jorge Aravena |  |

| 82' | Edgardo Fuentes |  |

| Principal | Hernán Silva Arce |

|       | POR   | Miguel Ángel Leyes |     |
|       | DEF   | Rubén Espinoza     |     |
|       | DEF   | Óscar Lihn         |     |
|       | DEF   | René Valenzuela    |     |
|       | DEF   | Atilio Marchioni   |     |
|       | MED   | Daniel Silva       | 74' |
|       | MED   | Patricio Mardones  |     |
|       | MED   | Miguel Ángel Neira |     |
|       | DEL   | Juan Ramón Isasi   |     |
|       | DEL   | Osvaldo Hurtado    | 80' |
|       | DEL   | Jorge Aravena      |     |
| D. T. | D. T. | Ignacio Prieto     |     |

|       | POR   | Marco Antonio Cornez   |     |
|       | DEF   | Alex Castañeda         |     |
|       | DEF   | Edgardo Fuentes        |     |
|       | DEF   | Carlos Soto            |     |
|       | DEF   | Marco Opazo            |     |
|       | MED   | Wilson Miranda         |     |
|       | MED   | Aldo Vega              |     |
|       | MED   | Víctor Hugo Castañeda  | 46' |
|       | DEL   | Camilo Benzi           | 58' |
|       | DEL   | Jorge "Coke" Contreras |     |
|       | DEL   | Pedro Pinto            |     |
| D. T. | D. T. | Gustavo Cortés         |     |

|  | MED | Juvenal Olmos  | 74' |
|  | DEF | Juvenal Vargas | 80' |

|  | MED | Leonardo Montenegro | 46' |
|  | DEL | Hector Román        | 58' |

| 56' · 86' | Juan Ramón Isasi Jorge Aravena |  |

| 82' | Edgardo Fuentes |  |

| Principal | Hernán Silva Arce |

|       | POR   | Miguel Ángel Leyes |     |
|       | DEF   | Rubén Espinoza     |     |
|       | DEF   | Óscar Lihn         |     |
|       | DEF   | René Valenzuela    |     |
|       | DEF   | Atilio Marchioni   |     |
|       | MED   | Daniel Silva       | 74' |
|       | MED   | Patricio Mardones  |     |
|       | MED   | Miguel Ángel Neira |     |
|       | DEL   | Juan Ramón Isasi   |     |
|       | DEL   | Osvaldo Hurtado    | 80' |
|       | DEL   | Jorge Aravena      |     |
| D. T. | D. T. | Ignacio Prieto     |     |

|       | POR   | Marco Antonio Cornez   |     |
|       | DEF   | Alex Castañeda         |     |
|       | DEF   | Edgardo Fuentes        |     |
|       | DEF   | Carlos Soto            |     |
|       | DEF   | Marco Opazo            |     |
|       | MED   | Wilson Miranda         |     |
|       | MED   | Aldo Vega              |     |
|       | MED   | Víctor Hugo Castañeda  | 46' |
|       | DEL   | Camilo Benzi           | 58' |
|       | DEL   | Jorge "Coke" Contreras |     |
|       | DEL   | Pedro Pinto            |     |
| D. T. | D. T. | Gustavo Cortés         |     |

|  | MED | Juvenal Olmos  | 74' |
|  | DEF | Juvenal Vargas | 80' |

|  | MED | Leonardo Montenegro | 46' |
|  | DEL | Hector Román        | 58' |

| 56' · 86' | Juan Ramón Isasi Jorge Aravena |  |

| 82' | Edgardo Fuentes |  |

| Principal | Hernán Silva Arce |

|       | POR   | Miguel Ángel Leyes |     |
|       | DEF   | Rubén Espinoza     |     |
|       | DEF   | Óscar Lihn         |     |
|       | DEF   | René Valenzuela    |     |
|       | DEF   | Atilio Marchioni   |     |
|       | MED   | Daniel Silva       | 74' |
|       | MED   | Patricio Mardones  |     |
|       | MED   | Miguel Ángel Neira |     |
|       | DEL   | Juan Ramón Isasi   |     |
|       | DEL   | Osvaldo Hurtado    | 80' |
|       | DEL   | Jorge Aravena      |     |
| D. T. | D. T. | Ignacio Prieto     |     |

|       | POR   | Marco Antonio Cornez   |     |
|       | DEF   | Alex Castañeda         |     |
|       | DEF   | Edgardo Fuentes        |     |
|       | DEF   | Carlos Soto            |     |
|       | DEF   | Marco Opazo            |     |
|       | MED   | Wilson Miranda         |     |
|       | MED   | Aldo Vega              |     |
|       | MED   | Víctor Hugo Castañeda  | 46' |
|       | DEL   | Camilo Benzi           | 58' |
|       | DEL   | Jorge "Coke" Contreras |     |
|       | DEL   | Pedro Pinto            |     |
| D. T. | D. T. | Gustavo Cortés         |     |

|  | MED | Juvenal Olmos  | 74' |
|  | DEF | Juvenal Vargas | 80' |

|  | MED | Leonardo Montenegro | 46' |
|  | DEL | Hector Román        | 58' |

| 56' · 86' | Juan Ramón Isasi Jorge Aravena |  |

| 82' | Edgardo Fuentes |  |

| Principal | Hernán Silva Arce |

## Campeón
| Chile                          |
| Universidad Católica 1º título |

## Goleadores
| Jugador                | Equipo               | Goles |
| ---------------------- | -------------------- | ----- |
| Jorge Aravena          | Universidad Católica | 23    |
| Jorge "Coke" Contreras | Palestino            | 17    |